# Cat Toren
Catherine „Cat“ Toren (* um 1980 in Vancouver) ist eine kanadische Musikerin (Piano, Keyboards, Komposition) des Modern Jazz.

## Leben und Wirken
Cat Toren studierte klassisches Klavier, bevor sie als Teenager den Jazz entdeckte, insbesondere die Musik von Herbie Hancock, Keith Jarrett und Bill Evans. Sie erwarb den Bachelor in Jazz Studies am Capilano College in North Vancouver, ihrer Heimatstadt. Anschließend setzte sie ihre Ausbildung in New York fort, welche sie mit dem Master in Musikkomposition an der New York State University am Purchase College abschloss. Sie hat Klavier bei Andy LaVerne und Sophia Rosoff studiert, Komposition bei Lisa Miller, Du Yun und Laura Kaminsky. Darüber hinaus beschäftigte sie sich mit Klangtherapie; sie erwarb ein entsprechendes Zertifikat an der Sage Academy in Woodstock, New York.
Mit ihren Bands, der Cal Toren Band und Human Kind legte sie eine Reihe von Alben vor; Human Kind ist ein Quintett in der ungewöhnlichen Instrumentierung Tenorsaxophon, Piano, Oud, Bass und Schlagzeug. Neben ihren eigenen Projekten gehörte sie Jasmine Lovell-Smiths Towering Poppies an; mit dem Ensemble nahm sie zwei Alben auf, Fortune Songs (2012) und Yellow Red Blue (2016). Gemeinsam mit der Saxophonistin Angela Morris und dem Schlagzeuger Anthony Taddeo gehört sie zu dem kollaborativen Trio TMT. Außerdem ist sie Mitglied des Quintetts Pugs and Crows, das für sein Album Fantastic Pictures (2012) einen Juno Award erhielt; mit dieser Gruppe nahm sie zwei weitere Alben auf. Mitte 2020 erschien ihr Album Scintillating Beauty (Panoramic Recordings). Darüber hinaus erhielt Toren Kompositionsaufträge für das Cassatt String Quartet („Sleep“) und „Gaea“ für das Orkestra Futura, das 2014 in Vancouver, BC, uraufgeführt wurde. Sie ist Associate Composer am Canadian Music Centre.
Zu den erhaltenen Auszeichnungen Torens zählen ein Juno Award für das beste Instrumentalalbum des Jahres 2013, eine Juno-Nominierung für das beste Instrumentalalbum des Jahres 2016, der Western Canadian Music Award 2016 und der Galaxy Rising Star Award 2010, alle zusammen mit dem kollaborativen Ensemble Pugs & Crows. Toren ist seit den 2010er Jahren in Brooklyn ansässig.

## Diskographische Hinweise
- Goodbye Farm (Green Ideas Records, 2010)
- Cat Toren Band: Inside the Sun  (Green Ideas Records, 2015, mit Ryan Ferreira, Adam Hopkins bzw. Pat Reid, Nathan Ellman-Bell, sowie Michaël Attias, Angela Morris)
- Cat Toren’s Human Kind (Green Ideas Records, 2017, mit Xavier Del Castillo, Yoshie Fruchter, Jake Leckie, Matt Honor)
- TMT: Asleep in the Dust (2019, mit Angela Morris, Anthony Taddeo)
- Cat Toren’s Human Kind Scintillating Beauty (Panoramic Recordings 2020, mit Xavier Del Castillo, Yoshie Fruchter, Jake Leckie, Matt Honor sowie Stephanie Rooker)
- Sea/Sky (2022), mit Josh Zubot, Katie Rife